# Ёква
Ёква (Еква) — старинный уральский посёлок в городском округе Нижний Тагил Свердловской области России. Расположен на реке Чусовой при впадении в неё реки Ёква. Популярное место у дачников и рыбаков.

## Население
Большинство населения — дачники из Нижнего Тагила.
| 2002 | 2010 |
| ---- | ---- |
| 14   | ↘8   |

## Название
Посёлок Ёква назван так по названию реки, относительно же происхождения последнего названия существует несколько версий. Предполагается происхождение из коми-пермяцкого «ёг» — сор, и «ва» — вода: «Сорная вода». Однако А. К. Матвеев, приводя этот вариант, указывает, что Г. Ф. Миллером еще в XVIII веке зафиксирована мансийская форма названия «йокья». Возможно, что название реки происходит от горы Высокая Ёква, на склонах которой она берёт начало, тогда в слове Ёква можно увидеть мансийское эква — «старуха», то есть название реки происходит от оронима типа «Старик-Камень», «Старуха».

## География
Посёлок Ёква расположен среди Уральских гор на правом берегу реки Чусовая при устье речки Ёква и находится к северо-западу от Екатеринбурга, в 62 км к юго-западу от Нижнего Тагила (по дороге 90 км) на территории природного парка «Река Чусовая». В окрестностях посёлка, вдоль берегов Чусовой находятся живописные скалы, памятники природы: Олений Камень, Собачий Камень, Собачьи Камни, Синий Камень, Камень Конёк, Камень Писаный. Вблизи посёлка расположена также гора Ёква.

## История
Деревня Ёква значилась на картах ещё в начале XVIII века, однако русское поселение появилось здесь позже — в 1770 году. Деревня тогда, как и сейчас, была маленькой. Возле деревни барки с товарами причаливали на ночлег. Жители деревни занимались главным образом рубкой леса и сплавом его в плотах.
В рассказах Д. Н. Мамина-Сибиряка деревня упоминается как Иоква.